# Román Golobart
Román Golobart Benet, né le 21 mars 1992 à Barcelone, est un footballeur espagnol. Il évolue au poste de défenseur central à l'AEK Larnaca.

## Carrière
Román Golobart est prêté durant l'été 2011 à l'Inverness CT, en championnat d'Écosse. L'année suivante il est de nouveau prêté, au club des Tranmere Rovers pour un mois. Il signe au FC Cologne à l'été 2013, mais est prêté au mercato d'hiver 2015 au FC Erzgebirge Aue en raison de son faible temps de jeu.

## Statistiques
| Saison                | Club                     | Championnat           | Championnat | Championnat | Coupe(s) nationale(s) | Coupe(s) nationale(s) | Total | Total |
| Saison                | Club                     | Division              | M.          | B.          | M.                    | B.                    | M.    | B.    |
| 2011-2012             | Inverness CT (prêt)      | Premiership           | 22          | 2           | 3                     | 0                     | 25    | 2     |
| 2012-2013             | Tranmere Rovers (prêt)   | League One            | 1           | 0           | 1                     | 0                     | 2     | 0     |
| 2012-2013             | Wigan Athletic           | Premier League        | 3           | 0           | 5                     | 0                     | 8     | 0     |
| Sous-total            | Sous-total               | Sous-total            | 26          | 2           | 9                     | 0                     | 35    | 2     |
| 2013-2014             | FC Cologne               | 2. Bundesliga         | 5           | 0           | 1                     | 0                     | 6     | 0     |
| 2014-2015             | FC Cologne               | Bundesliga            | 0           | 0           | 0                     | 0                     | 0     | 0     |
| 2014-2015             | FC Erzgebirge Aue (prêt) | 2. Bundesliga         | 4           | 0           | 0                     | 0                     | 4     | 0     |
| Sous-total            | Sous-total               | Sous-total            | 9           | 0           | 1                     | 0                     | 10    | 0     |
| 2015-2016             | Racing de Ferrol         | Segunda División B    | 32          | 1           | 2                     | 1                     | 34    | 2     |
| Sous-total            | Sous-total               | Sous-total            | 32          | 1           | 2                     | 1                     | 34    | 2     |
| Total sur la carrière | Total sur la carrière    | Total sur la carrière | 67          | 3           | 12                    | 1                     | 79    | 4     |

## Palmarès
Il remporte la coupe d'Angleterre en 2013 avec Wigan et la deuxième division allemande en 2014 avec le FC Cologne.